# Sobór św. Mikołaja w Nowogródku
Sobór św. Mikołaja – prawosławny sobór katedralny w Nowogródku, główna świątynia eparchii nowogródzkiej Egzarchatu Białoruskiego Patriarchatu Moskiewskiego.
Jest to dawny kościół Franciszkanów wybudowany w 1718 dzięki staraniom podstolego nowogrodzkiego Tomasza Woyniłłowicza w stylu barokowym. W 1831 klasztor uległ kasacie przez władze carskie, a w 1846 świątynię zamieniono na sobór prawosławny. 